# Bud Powell
Bud Powell (27. září 1924 New York – 31. července 1966 tamtéž) byl americký jazzový klavírista. V první polovině čtyřicátých let hrál v orchestru Cootie Williamse. V roce 1947 se stal členem kvintetu Charlieho Parkera, kde s ním hrál ještě trumpetista Miles Davis, kontrabasista Tommy Potter a bubeník Max Roach. Poté, co strávil několik měsíců v psychiatrické léčebně, si v roce 1949 sestavil vlastní skupinu a nahrál několik alb pod svým jménem. Hrál s řadou dalších hudebníků, mezi které patří Sonny Stitt, Charles Mingus, Art Blakey a Dexter Gordon. Jeho mladší bratr Richie Powell byl rovněž klavírista.